# Spanglish (película)
Spanglish es una película estadounidense escrita y dirigida por James L. Brooks. Se estrenó en Estados Unidos el 17 de diciembre de 2004 y está protagonizada por Adam Sandler, Téa Leoni y Paz Vega.

## Argumento
La película comienza en la Universidad de Princeton con unas admisiones que abordan la revisión de los ensayos en las solicitudes de admisión y de la lectura que las acompañan. La temática del ensayo es: "¿Quién ha sido la persona más influyente en tu vida?". Muchos ensayos tienen argumentos poco interesantes, pero un ensayo destaca, el de Cristina Moreno (Shelbie Bruce), quien cita a su madre, Flor (Paz Vega), como la persona más influyente en su vida. Cristina procede a explicar, y es en ese momento cuando la historia de la película empieza a desarrollarse.
En 1992, Flor Moreno es una madre divorciada en México e inmigrada en los Estados Unidos con su pequeña hija Cristina, en busca de una vida mejor. La prima de Flor, que ya vivía en los Estados Unidos, la ayuda a encontrar un apartamento y dos puestos de trabajo de baja remuneración. Cristina asiste a la escuela y con el tiempo aprende a hablar fluidamente en inglés. Flor, por otro lado, está bastante nerviosa de vivir en un país donde la mayor parte de la población habla un idioma bastante distinto al suyo, así que opta por refugiarse en la comunidad latina, pues se niega a romper la barrera del idioma ya que no tiene la seguridad y confianza necesarias; así que sigue llevando a cabo su vida estadounidense en español.
Finalmente, parece claro que Flor no puede aislarse a sí misma y a Cristina del mundo exterior por siempre, y así empieza a mirar más allá de su comunidad por un puesto de trabajo que les pueda dar mayores ingresos. Una vez más, con la ayuda de su prima como traductora, Flor encuentra una posición como sirvienta para la familia Clasky, que se compone de John (Adam Sandler) quien es un reconocido cocinero y propietario de un exitoso restaurante, su esposa Deborah (Téa Leoni), quien padece trastorno bipolar y que lleva una vida cómoda, sus dos hijos: Bernice (Sarah Steele), la cual comparte la personalidad de su padre y Georgie (Ian Hyland), además de la madre de Deborah, Evelyn (Cloris Leachman), cantante jubilada de pasado tormentoso. Aunque los Clasky y Flor no pueden entenderse entre sí, Flor trata de ayudar a los integrantes de la familia lo mejor que puede, incluso ayuda a Bernice y Georgie durante los frenéticos estallidos de Deborah.
Flor se da cuenta de que, aunque ricos, los Clasky tienen problemas iguales o incluso peores que los suyos. Se entera de que John es un hombre emocional (muy lejos de la dureza y machismo de los hombres latinos a los que está acostumbrada), y que, al igual que ella misma, Deborah no está en condiciones de entender qué es lo mejor para su familia y lo que les hace felices. Para empeorar las cosas, el matrimonio de Deborah y John está en crisis.
Flor se siente orgullosa de sus raíces mexicanas y no quiere olvidar su patrimonio cultural y los valores que le han sido inculcados. Deseando que su hija se sienta tan orgullosa como ella de dichas raíces, Flor trata de transmitírselas a Cristina. La relación de Flor y Cristina es puesta a prueba cuando Deborah le pide a Flor que se vaya a vivir con ellos durante el verano, con lo cual, ella se ve obligada a llevar consigo a su hija. Los Clasky aceptan de inmediato a Cristina como una de los suyos. Cristina se sorprende de todas las cosas materiales que los Clasky tienen, mientras que Flor rehúye de esta idea, haciendo que Cristina trate de comprender que se es por lo que se es y no por lo que se tiene. Lo que obliga a Flor a proteger a su hija de la intrusión en su esfera personal.
Los verdaderos problemas comienzan a aparecer cuando Deborah se lleva de compras a Cristina sin el permiso de Flor. Otra causa de problemas es cuando John le da a Cristina una importante suma de dinero por haber buscado piedras de mar (aunque John explica que es recompensa de un trabajo honesto que ella hizo para él). Después de la discusión con John, Flor finalmente decide aprender inglés para comprender mejor a sus patrones.
Deborah se sirve de sus contactos sociales para conseguir que acepten a Cristina en una escuela privada muy cara, la misma escuela en la que estudia su hija Bernice. Cuando Cristina se entera de esto, explota en felicidad, pero Flor se horroriza. Cabe destacar que Deborah muestra la oportunidad como una beca de $20.000, aunque en realidad es ella quien paga la colegiatura. Otra de las intromisiones de Deborah en la relación de Cristina y Flor es cuando Deborah le permite a Cristina dormir con sus amigas en vez de llevarla a casa para asistir a un evento familiar con su madre. Flor decide que ha tenido suficiente y va por su hija. Mientras tanto, John va a su casa después del trabajo, donde es recibido con las revelaciones de Deborah de que ella ha estado teniendo una aventura con su agente inmobiliario. Un John, totalmente destruido emocionalmente decide no permanecer en casa, encontrándose con Flor en el estacionamiento, quien ha ido al hogar de los Clasky a recoger a su hija y renunciar a su puesto de trabajo. Los dos terminan por entrar en el coche de John y dirigirse al restaurante de este. Esto resulta en una última prueba de fuego para ambos cuando son tentados a participar en una aventura sentimental. Flor se niega con gran dificultad, pero no antes de decirle a John que lo ama. Mientras tanto, Evelyn está en la casa para apoyar a su hija en su momento de necesidad.
Después de que los Clasky tienen una ligera reconciliación, Flor llega a casa de estos para recoger a Cristina, y después de una llorosa despedida, Cristina le pide a su madre que la deje quedarse con los Clasky. Flor le dice que no, y que no asistirá más a la escuela privada, lo cual provoca la ira de Cristina en su contra. Después de un momento de silencio en la parada de autobuses, Flor le pregunta a Cristina algo que marcará el curso del resto de su vida: ¿realmente quieres llegar a ser alguien tan diferente a tu madre?
Cristina responde, abordando el autobús con su madre, y la abraza durante el trayecto. Finalmente, como en una escena de teatro, Cristina continúa su narración, siendo ya un adulto, reconociendo que "todo lo que es hoy" se basa en el simple hecho de que es la hija de su madre.

## Reparto
| - Adam Sandler .... John Clasky - Téa Leoni .... Deborah Clasky - Paz Vega .... Flor Moreno - Cloris Leachman .... Evelyn Wright - Shelbie Bruce .... Cristina Moreno - Sarah Steele .... Bernice Clasky - Ian Hyland .... Georgie Clasky - Victoria Luna .... Cristina Moreno (seis años de edad) - Cecilia Suárez .... Mónica - Ricardo Molina .... marido de Flor - Brenda Canela .... Luz - Eddy Martín .... chico de catorce años - Nicole Nieth .... camarera en restaurante de lujo - Jamie Kaler .... hombre de negocios - James Lancaster .... hombre de negocios - Philip Rosenthal .... Pietro - Ángela Goethals .... Gwen | - Sean Smith .... Víctor – maitre - Jonathan Hernández .... Álex - Thomas Haden Church .... Mike – agente inmobiliario - Freddy Soto .... Manuel - Wendy Braun, Nicole Hiltz .... chicas yuppies - Aimee García [voz] .... narrador - Jean Gaskill .... Arlene – director de colegio - Spencer Locke, Sarah Hyland .... amigos - Andrew Sikking, Albert Melera .... cocineros - Liz Carey .... camarera en el restaurante de John - Anastasia C. Ford, Yasmeen Azizian, Daisy Cruz, Kristha Sazo .... chicas en el balcón - Morgan Ward, Cheryl Ward .... clientes de cafetería - Chris Stone .... hombre de UPS - Jason Thornton .... Óscar Méndez - Antonio Muñoz .... mexicano en cena familiar |

## Producción
Brooks eligió a Sandler después de ver su actuación más dramática en Punch-Drunk Love. 
Vega realmente no sabía hablar inglés cuando comenzó la filmación y había un traductor en el set durante la filmación para que pudiera comunicarse con el director. 
Leachman reemplazó a Anne Bancroft, quien abandonó el papel después de cuatro semanas de rodaje debido a una enfermedad.

## Recepción

### Crítica
Según 168 reseñas recopiladas por Rotten Tomatoes, el 53% de los críticos le dio a Spanglish una reseña positiva, con una calificación promedio de 5.93 / 10. El consenso crítico dice: "Paz Vega brilla, y Adam Sandler ofrece una interpretación de seriedad y profundidad, pero el spanglish se ve socavado en última instancia por la conspiración de comedias de situación y una mejora inmerecida". Sus defensores afirman que es un retrato conmovedor de la dificultad de los problemas familiares y la identidad propia (y quizás en menor medida las dificultades y recompensas de la comunicación intercultural). Los defensores de la película encontraron particularmente convincente la intensa química sexual entre Leoni y Sandler. Algunos críticos describieron la película como "desigual" o "incómodo" (donde John y Flor intentan desnudar sus almas el uno al otro ... con muchas palabras saliendo de sus bocas, pero no parece haber un contexto) ", y "Los artistas de reparto se merecen algo mejor, especialmente ... Cloris Leachman, que está destinada a un papel degradante ... y el blanco de bromas bastante mezquinas".

### Reconocimientos
Hans Zimmer fue nominado a Mejor Banda Sonora Original en los Premios Globo de Oro de 2004 y Cloris Leachman fue nominada a Mejor Interpretación de una Actriz en un Papel Secundario en la 11.ª Entrega de los Premios del Sindicato de Actores